# Senat (Tschechoslowakei)
Der Senat (Senát) war 1920 bis 1939 das Oberhaus des Parlaments der Ersten Tschechoslowakischen Republik mit Sitz in Prag. Neben dem Senat bestand im bikameralen Parlament noch das Abgeordnetenhaus als zweite Kammer.

## Vorgeschichte
Als Folge der Pariser Vorortverträge war 1918 die Tschechoslowakei aus Teilen von Österreich-Ungarn gebildet worden. Als vorläufiges Parlament hatte sich die Revolutionäre Nationalversammlung konstituiert, die am 29. Februar 1920 die Verfassung der Tschechoslowakischen Republik annahm.
Weitere Rechtsgrundlage der Wahl von Abgeordnetenhaus und Senat war das Gesetz vom 29. Februar 1920 über die Zusammensetzung und den Wirkungskreis des Senats.
Als Sitz des Senats wurde das Palais Thun, der Tagungsort des aufgelösten Böhmischen Landtags, gewählt.

## Wahlen
Die Wahl, zu der Männer und Frauen ab 45 Jahren das passive Wahlrecht hatten, wurde in 12 Wahlkreisen durchgeführt.
| Nr. | Wahlkreis | Nr. | Wahlkreis  | Nr.  | Wahlkreis       | Nr.   | Wahlkreis        |
| --- | --------- | --- | ---------- | ---- | --------------- | ----- | ---------------- |
| I.  | Prag      | II. | Königgrätz | III. | Jungbunzlau     | IV.   | Laun             |
| V.  | Pilsen    | VI. | Brünn      | VII. | Mährisch-Ostrau | VIII. | Turtz-St. Martin |
| IX. | Liptau    | X.  | Eperies    | XI.  | Neuhäusel       | XII.  | Uzhorod          |

Es wurden 150 Senatoren gewählt. Darunter waren auch Vertreter der deutschen Minderheit, die landesweit 24,1 % der Bevölkerung ausmachte, der Ungarn und der Ruthenen. Die Wahlen fanden jeweils eine Woche nach den Wahlen zum Abgeordnetenhaus statt.
| Wahltermin        | Legislaturperiode                    |
| ----------------- | ------------------------------------ |
| 25. April 1920    | 26. Mai 1920 bis 16. Oktober 1925    |
| 23. November 1925 | 17. Dezember 1925 bis 28. Juni 1929  |
| 3. September 1929 | 12. Dezember 1929 bis 11. April 1935 |
| 26. Mai 1935      | 18. Juni 1935 bis 16. März 1939      |

Gemäß dem Münchener Abkommen entfielen die Mandate der 31 Senatoren, die ihren Sitz in den an das Deutsche Reich abgetretenen Gebieten hatten, zum 30. Oktober 1938, sofern die Mandatsinhaber keine Tschechen, Slowaken oder Ruthenen waren. Am Ende bestand die Kammer noch aus 96 Senatoren.

## Vorsitzende
- Cyril Horáček: 26. Mai 1920 – 13. Juli 1920
- Karel Prášek: 13. Juli 1920 – 14. Februar 1924
- Václav Donát: 14. Februar 1924 – 18. Februar 1926
- Václav Klofáč: 18. Februar 1926 – 30. November 1926
- Mořic Hruban: 30. November 1926 – 12. Dezember 1929
- František Soukup: 12. Dezember 1929 – 21. März 1939

## Nachgeschichte
Nach dem Zweiten Weltkrieg wurde eine parlamentarische Republik und 1948 dann eine Volksrepublik gebildet. Hier bestand ein Einkammerparlament. In Tschechien wurde 1993 erneut ein Senat geschaffen.